# Pedro José Machado
Pedro José Machado (Canaã, 1 de abril de 1943), mais conhecido por Pedro Machado, é um político brasileiro, ex-prefeito do município de São Miguel do Anta, no interior do estado de Minas Gerais.

## Biografia e vida política
Pedro José Machado nasceu no município brasileiro de Canaã, na Zona da Mata mineira, em 1 de abril de 1943, sendo filho de José Evaristo Machado e Maria Martins Machado e casado com Júlia Teixeira Lelis. É irmão de Maurinho Martins Machado, que foi prefeito da cidade de Canaã entre 1993 a 1996 e 2001 a 2004.
Em 1988, se elegeu como chefe do Poder Executivo em São Miguel do Anta pelo PFL, sendo eleito com 1 281 votos (35,27% dos votos válidos) nas eleições daquele ano, tendo como vice Efigênio Evaristo Machado. Nas eleições de 1996, novamente se elegeu com 2 014 votos (48,27% dos eleitores), tendo como vice Flávio Lúcio Rigueira. Nas eleições de 2000, tentou a reeleição, mas foi derrotado com 2 171 votos (47,81% dos votos válidos) para Marcos Neumann Rocha, do PL.

## Desempenho em eleições
| Partido | Partido | Candidato     | Votos | Votos (%) |
| ------- | ------- | ------------- | ----- | --------- |
|         | PFL     | Pedro Machado | 1 281 | 35,27%    |
|         | PMDB    | Teixeirinha   | 886   | 24,39%    |
|         | PDT     | Flávio        | 678   | 18,67%    |
|         | PRTB    | Dr. Marcos    | 628   | 17,29%    |
|         | PT      | Zé Carlos     | 159   | 4,38%     |
| Totais  | Totais  | Totais        | 3 632 |           |

| Partido | Partido | Candidato     | Votos | Votos (%) |
| ------- | ------- | ------------- | ----- | --------- |
|         | PFL     | Pedro Machado | 2 014 | 48,27%    |
|         | PL      | Dr. Marcos    | 1 966 | 47,12%    |
|         | PTB     | Marlete       | 192   | 4,6%      |
| Totais  | Totais  | Totais        | 4 172 |           |

| Partido | Partido | Candidato     | Votos | Votos (%) |
| ------- | ------- | ------------- | ----- | --------- |
|         | PL      | Dr. Marcos    | 2 370 | 52,19%    |
|         | PFL     | Pedro Machado | 2 171 | 47,81%    |
| Totais  | Totais  | Totais        | 4 541 |           |